# Allo (песня Светланы Лободы)
«Allo» — песня украинской певицы Светланы Лободы, выпущенная 16 июля 2021 года в качестве сингла на лейбле Sony Music Entertainment.

## Предыстория и релиз
30 июня Лобода в своём Instagram анонсировала новый сингл, представив несколько строк, а также объявила конкурс для подписчиков: тот, кто назовет дату выхода новой песни, получит от неё акустическую гитару с автографом. 12 июля певица представила отрывок клипа и объявила название песни — «Allo». Авторами песни стали молодые российские авторы: музыку написали Вячеслав Паршин и Фёдор Марфелев, а стихи — Алина Маркина, Ульяна Чешенкова и Серафима Крестинская.
Это первая работа певицы, выпущенная после её окончания работы с продюсером Нателлой Крапивиной.

## Музыкальное видео
Музыкальное видео на песню было выпущено в тот же день, что и она сама. Его режиссёром стал Алан Бадоев, с которым Лобода ранее неоднократно сотрудничала. По словам исполнительницы, разработка проекта проходила в сжатые сроки: буквально за пару дней после звонка Лободы Бадоеву, последний представил концепцию и собрал команду. Съёмки клипа проходили в Киеве, ночью, за несколько часов до рассвета.
В клипе Лобода предстаёт на подсвеченном лампами подиуме. Постепенно иллюминация и окружение певицы меняются, утро сменяет ночь, а певица продолжает танцевать. В финале вокруг Лободы кружит пара мотоциклистов, а она сама раскачивается на гигантском кубе.

## Отзывы критиков
В своём обзоре для «Московского комсомольца» Илья Легостаев и Артур Гаспарян отметили, что это «безупречно скроенный и отменно сшитый по всем уже известным лекалам самой Лободы трек, щедро пересыпанный характерными хуками, лупами да семплами», который, однако, «не стал той самой революцией, которую артистка устраивала в своё время в местном шоу-бизе». Авторы пришли к выводу, что «её поп-музыкальный экспресс всё ещё лихо мчится по магистральному пути, но всё чаще его остановки, повороты и манёвры становятся всё более предсказуемыми».

## Обвинения в плагиате
Сразу после релиза многие пользователи сети начали оставлять комментарии, в которых обвиняли певицу в плагиате песни «Грустный дэнс» Artik & Asti и Артёма Качера. Примечательно, что месяцем ранее певица также попала в скандал с плагиатом со своим выступлением с песней «Moloko» на премии Муз-ТВ.

## Концертные исполнения
Впервые певица исполнила вживую песню на своём сольном концерте в Одессе 14 августа 2021. 25 августа Лобода исполнила песню на фестивале «Новая волна».

## Чарты
| Чарт (2021)                                | Высшая позиция |
| ------------------------------------------ | -------------- |
| Киев (Tophit City & Country Radio Hits)    | 36             |
| Москва (Tophit City & Country Radio Hits)  | 32             |
| Россия (TopHit City & Country Radio Hits)  | 17             |
| Россия (TopHit Radio & YouTube Hits)       | 17             |
| Россия (TopHit YouTube Hits)               | 13             |
| СНГ (TopHit Radio Hits)                    | 21             |
| Украина (FDR Top 40)                       | 32             |
| Украина (TopHit City & Country Radio Hits) | 23             |
| Украина (TopHit Radio & YouTube Hits)      | 9              |
| Украина (TopHit YouTube Hits)              | 5              |

| Чарт (2021)                                | Высшая позиция |
| ------------------------------------------ | -------------- |
| Киев (Tophit City & Country Radio Hits)    | 45             |
| Москва (Tophit City & Country Radio Hits)  | 40             |
| Россия (TopHit City & Country Radio Hits)  | 27             |
| Россия (TopHit Radio & YouTube Hits)       | 21             |
| Россия (TopHit YouTube Hits)               | 51             |
| СНГ (TopHit Radio Hits)                    | 26             |
| Украина (TopHit City & Country Radio Hits) | 33             |
| Украина (TopHit Radio & YouTube Hits)      | 17             |
| Украина (TopHit YouTube Hits)              | 28             |

### Годовые чарты
| Чарт (2021)                               | Позиция |
| ----------------------------------------- | ------- |
| Москва (Tophit City & Country Radio Hits) | 115     |
| Россия (TopHit City & Country Radio Hits) | 111     |
| Россия (TopHit Radio & YouTube Hits)      | 110     |
| Россия (TopHit YouTube Hits)              | 196     |
| СНГ (TopHit Radio Hits)                   | 129     |
| Украина (TopHit Radio & YouTube Hits)     | 115     |
| Украина (TopHit YouTube Hits)             | 75      |

## История релиза
| Регион | Дата         | Формат                      | Лейбл                    | Прим.  |
| ------ | ------------ | --------------------------- | ------------------------ | ------ |
| Мир    | 16 июля 2021 | Цифровая загрузка, стриминг | Sony Music Entertainment | [ 40 ] |
| СНГ    | 16 июля 2021 | Радиоротация                | Sony Music Entertainment | [ 19 ] |